# Raión de Sujínichi
El raión de Sujínichi (ruso: Сухи́ничский райо́н) es un distrito administrativo y municipal (raión) ruso perteneciente a la óblast de Kaluga. Se ubica en el centro-sur de la óblast. Su capital es Sujínichi.
En 2021, el raión tenía una población de 22 959 habitantes.
El raión alberga el nacimiento y curso alto del río Bryn.
Antes de la creación de la actual óblast de Kaluga en 1944, el raión de Sujínichi formaba parte de la óblast de Smolensk.

## Subdivisiones
Comprende 155 localidades, distribuidas entre 2 ayuntamientos urbanos y 17 rurales. Los dos ayuntamientos urbanos son los de la ciudad de Sujínichi (la capital) y el asentamiento de tipo urbano de Seredeiski. Los diecisiete asentamientos rurales son los siguientes:
- Aldea Alnery
- Aldea Bordukovo
- Aldea Verjovaya
- Aldea Glazkovo
- Aldea Yermólovo
- Aldea Radózhdevo
- Aldea Sóbolevka
- Aldea Subótniki
- Aldea Yúryevo
- Pueblo Bogdánovi Kolódezi
- Pueblo Bryn
- Pueblo Dabuzha
- Pueblo Strelna
- Pueblo Tatárintsy
- Pueblo Frólovo
- Pueblo Joten
- Pueblo Shlipovo